# Pol Provost
Pol Provost, né le 23 novembre 1907 à Courtrai, en Belgique, et mort le 30 juin 1990 à Lille, est un chef d'entreprise belge flamand et européen. Il a été président du lobby européen du patronat, UNICE, qui devient plus tard BusinessEurope, de 1975 à 1980.

## Biographie
Provost devient un membre du commité de gestion du Kunstwerkstede De Coene (nl) en 1943. Il est également un conseiller municipal pour le parti libéral belge à cette période. Le 30 juillet 1945, il est relevé de cette position en raison de son attitude lors l'occupation allemande pendant la Seconde Guerre mondiale. Pour cette raison il a été impliqué dans des poursuites judiciaires pour collaboration économique contre la société. Il a d'abord été condamné, puis finalement acquitté.
Il est président d'UNICE qui devient plus tard BusinnessEurope de 1975 à 1980.